# خزش (مواد)

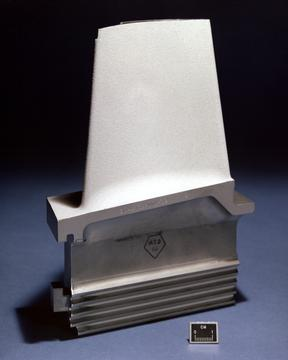
پره توربین سالم

خزش عبارتست از تغییر شکل آهسته و پیوسته یک ماده تحت تنش ثابت. به‌طور کلی خزش تابعی پیچیده از تنش، زمان، دما، اندازه و شکل دانه، ریزساختار، کسر حجمی و گران‌روی فاز شیشه‌ای در مرز دانه‌ها، تحرک نابجایی‌ها و … می‌باشد.

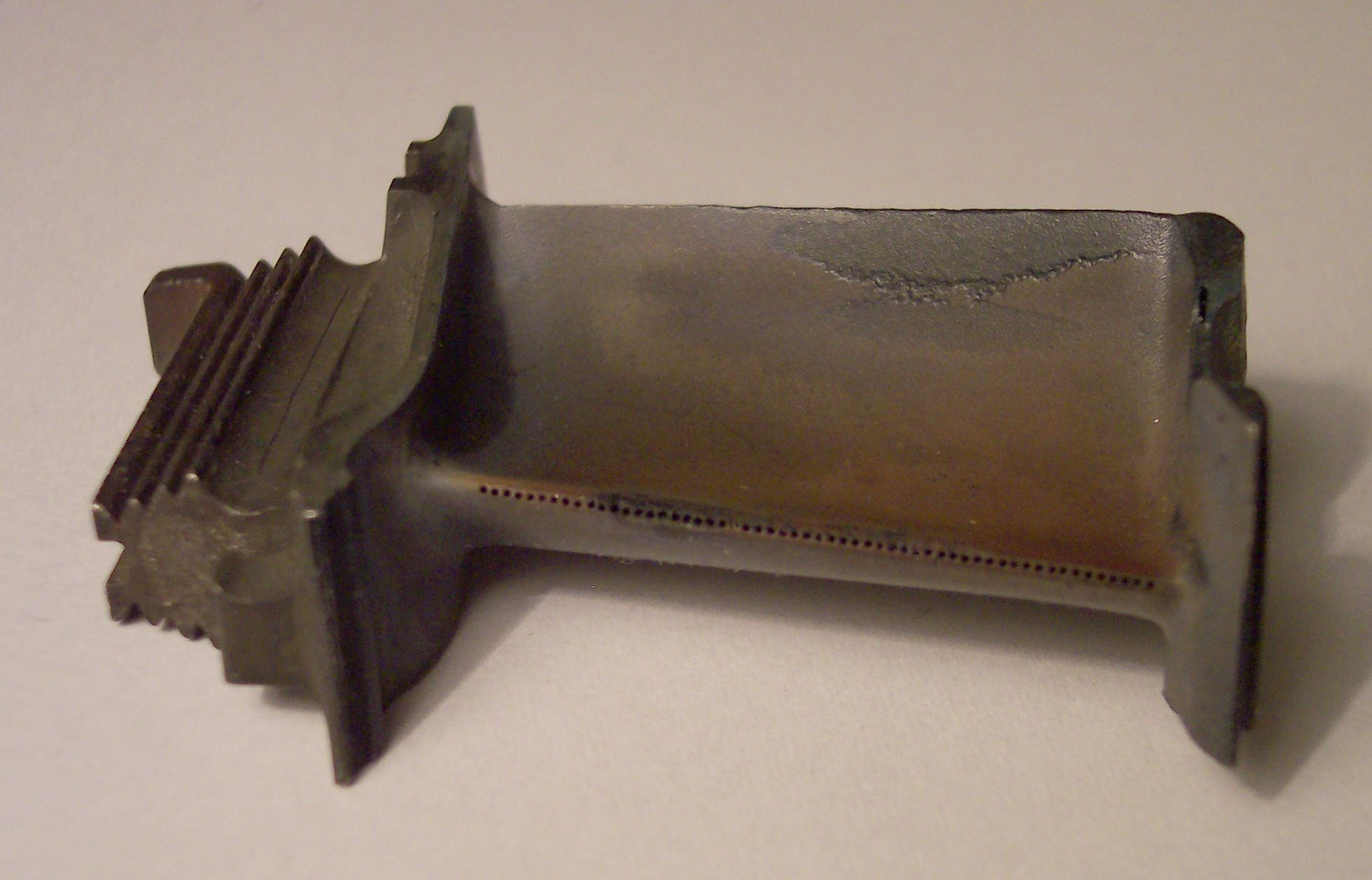
پرهٔ توربین آسیب دیده تحت اثر خزش

شرایط ترمودینامیکی و مشخصه‌های سینتیکی تأثیر بسیار زیادی بر روی ریزساختار ماده دارند، به عنوان مثال پدیدهٔ نفوذ رابطهٔ مستقیمی با دما دارد و این خود تأثیراتی روی خواص مکانیکی مواد و پدیده خزش می‌گذارد.
پدیده خزش در سرامیک‌ها بسیار مهم‌تر از فلزات است، چرا که کاربردهای دما بالا در سرامیک‌ها از اهمیت بالایی برخوردار است. نقش مکانیزم‌های نفوذی خزش در سرامیک‌ها بسیار پیچیده‌تر از فلزات می‌باشد، چون عمدتاً پدیدهٔ نفوذ در سرامیک‌ها پیچیده‌تر است. نیاز به خنثی بودن بار نفوذی مختلف برای کاتیون‌ها و آنیون‌ها در این پیچیدگی سهیم‌اند.
خارج شدن اتم‌ها از مناطقی که تحت فشار هستند و قرارگیری آن‌ها در مناطقی که تحت کشش می‌باشند، انرژی آزاد اتم‌ها را تقریباً به مقدار ۲Ωσ می‌کاهد بطوری‌که در آن σ تنش اعمالی و Ω حجم اتمی می‌باشد. این کاهش انرژی نیروی محرکه خزش در ماده می‌باشد.
به‌طور کلی تأثیر دما بر روی ساختار مواد را می‌توان به صورت زیر تقسیم‌بندی کرد  :

## تأثیر دمای بالا بر روی مواد

### بالا رفتن سرعت نفوذ
با بالا رفتن دما، تعداد عیوب تهی‌جایی بالا می‌رود. با بالا رفتن تعداد جاهای خالی در داخل شبکه کریستالی مواد، سرعت نفوذ افزایش می‌یابد که این خود موجب تغییر در شبکه کریستالی ماده می‌گردد.

### انبساط گرمایی
با افزایش دما معمولاً حجم مواد افزایش می‌یابد. این اتفاق در مورد موادی که دارای ناخالصی نیز هستند رخ می‌دهد. به دلیل تفاوت ضریب انبساط گرمایی مادهٔ حل شونده یا رسوب موجود با فاز زمینه، ذرات حل شونده تغییر شکل می‌دهند و این موضوع باعث ایجاد تنش در شبکهٔ کریستالی ماده می‌شود؛ بنابراین عملاً مکانیزم‌های استحکام بخشی که مبتنی بر انحلال جامد یا رسوب هستند در دماهای بالا کاربرد ندارند.

### پدیده‌های مرتبط با اندازه دانه
معمولاً با تغییر دما شاهد تغییر در اندازه دانه هستیم. به‌طور کلی با افزایش دما، ممکن است اندازه دانه تغییر کند یا ممکن است مرزهای دانه تضعیف شوند و در نتیجه در صفحات لغزش مناسبی، در دماهای بالا نابجایی‌ها رفتار دانه‌ها روی هم بلغزند یا شبکه کریستالی دچار تبلور مجدد شود و اندازه دانه افزایش یابد. 

پره‌های موتور جت به دلیل قرار گرفتن در دمای بالا و نزدیک به ذوب، تحت اثر تنش‌هایی به مراتب کمتر از تنش تسلیم دجار تخریب می‌شوند.

### پدیده‌های مرتبط بانابجایی‌ها
در دماهای بالا نابجایی‌ها از خود رفتارهای عجیبی بروز می‌دهند، که این رفتارها به هیچ وجه در دماهای پایین قابلیت بروز و ظهور ندارند. در دماهای بالا نابجایی‌ها ممکن از صعود یا نزول کنند و سیستم لغزش خود را تغییر دهند یا سیستم لغزش جدیدی در دماهای بالا فعال شود، حتی ممکن است چگالی نابجایی‌ها دچار کاهش شود. همهٔ این اتفاقات موجب تغییر در خواص مکانیکی ماده مورد نظر می‌شود.

### پدیده‌های مرتبط با تغییر فاز ماده
با افزایش دما امکان تغییر فاز ماده وجود دارد، ممکن است با تغییر فاز ماده شبکه کریستالی ماده تغییر شکل بدهد که این موجب ایجاد تنش درونی در ساختار کریستالی می‌گردد. همچنین ممکن است با افزایش دما رسوبات موجود در فاز زمینه حل شود؛ و همین امر باغث می‌شود رسوب مورد نظر که به عنوان مثال برای افزایش استحکام مادهٔ مورد نظر و با اندازهٔ رسوب خاصی اضافه شده‌است، دیگر کاربردی برای افزایش استحکام ماده نداشته باشد. این امر حتی می‌تواند با تغییر اندازه رسوب موجب کاهش استحکام ماده مورد نظر نیز گردد.

## فوق موم‌سانی
فوق موم‌سانی (سوپرپلاستیسیته) و خزش از نظر آنچه بر روی ماده رخ می‌دهد یکسان اند و مفاهیمی بسیار نزدیک به هم اند با این تفاوت که فوق موم‌سانی یک سازوکار خودخواسته و مطلوب است، اما خزش سازوکاری مخرب است.
به کمک فوق موم‌سانی می‌توانیم تغییر شکل بسیار زیادی را بر روی جسم اعمال کنیم. کاری که در دماهای پایین، اتفاق نمی‌افتد و موجب شکست و پارگی جسم می‌گردد. فوق موم‌سانی در همان شرایطی که خزش رخ می‌دهد به وقوع می‌پیوندد، یعنی در تنش کم، دمای بالا و زمان طولانی.
این روش یکی از روش‌های تغییر شکل متداول برای موادی است که به راحتی تغییر شکل نمی‌دهند، به عنوان مثال برای افزایش طول ورق‌های تیتانیومی از فوق موم‌سانی استفاده می‌شود و می‌توان تغییر طول زیادی را بر روی آن ایجاد کرد.

## آزمون‌های خزش
به‌طور کلی دو روش معمول برای اندازه‌گیری خزش وجود دارد. که نتایج این آزمایش‌ها به صورت نمودارهای کرنش برحسب زمان در میزان تنش ثابت بیان می‌گردد. دو روش معمول، روش‌های تنش ثابت و بار ثابت است. در روش بار ثابت (Contant Load) میزان نیروی وارده به جسم عددی ثابت است و بنابراین با کاهش سطح مقطع جسم، میزان تنش در مقطع جسم افزایش می‌یابد. در روش تنش ثابت میزان نیروی وارده طوری تغییر می‌کند که همواره در مقطع جسم حتی با کاهش سطح مقطع تنش ثابت بماند.
تست‌های خزش به دلیل زمان گیر بودن، ممکن است تا ماه‌ها به طول انجامد.
نتایج آزمون خزش به صورت نمودارهای کرنش زمان بیان می‌شود. بر اساس این نمودارها مراحل خزش را می‌توان به صورت زیر دسته‌بندی کرد:

## مراحل خزش

نمودار کرنش-زمان یک جسم تحت تأثیر خزش و مراحل خزش.
این تست با روش بار ثابت (Constant Load) انجام پذیرفته‌است.

خزش به‌طور معمول دارای سه مرحله است:
مرحله ۱: در مرحلهٔ اول ابتدا شیب زیاد است و سپس کم می‌شود. یعنی نرخ کرنش با گذشت زمان کاهش پیدا می‌کند. در این مرحله اثر کارسختی بیشتر از کار نرمی است.
مرحله ۲: در مرحلهٔ دوم نرخ کرنش ثابت می‌شود و نمودار به صورت تقریباً خطی می‌شود. در این مرحله کار سختی و کار نرمی تقریباً به تعادل می‌رسند و موجب ثابت شدن نرخ کرنش می‌گردند.
مرحله ۳: در مرحلهٔ سوم نیز به دلیل کاهش چشمگیر سطح مقطع جسم و گلویی شدن، تنش در مقطع جسم افزایش چشمگیری یافته و در نتیجه نرخ کرنش (شیب نمودار) افزایش می‌یابد تا این که جسم پاره می‌گردد.
در آزمون خزش با روش تنش ثابت مرحلهٔ سوم وجود ندارد و نمودار آن شامل مرحلهٔ ۱ و ۲ تا زمان شکست کامل است.
کمترین مقدار نرخ کرنش که در منطقه دوم دوم رخ می‌دهد را می‌توان از رابطهٔ زیر بدست آورد:
{\displaystyle {\frac {\mathrm {d} \varepsilon }{\mathrm {d} t}}={\frac {C\sigma ^{m}}{d^{b}}}e^{\frac {-Q}{RT}}}
در این رابطه C ثابت مزبور به نوع ماده، σ تنش اعمالی، d اندازه دانه، Q انرژی فعالسازی برای خزش، b و m ثابت و R ثابت بولتزمان است.

## سازوکارهای خزش
مکانیزم‌های خزش سه نوع اند: ۱- مبتنی بر نابجایی‌ها ۲- مبتنی بر نفوذ ۳- مبتنی بر حرکت مرزهای دانه
بر اساس شرایط محیطی اعمال شده روی ماده از قبیل دما هر کدام از این سازوکارها قابلیت بروز و ظهور دارند.

### مبتنی بر نابجایی‌ها
نابجایی‌ها بسته به اینکه ماده در محدودهٔ پایین از دماهای بالا باشد یا در محدودهٔ بالای دماهای بالا باشند دو نوع رفتار از خود بروز می‌دهند: 

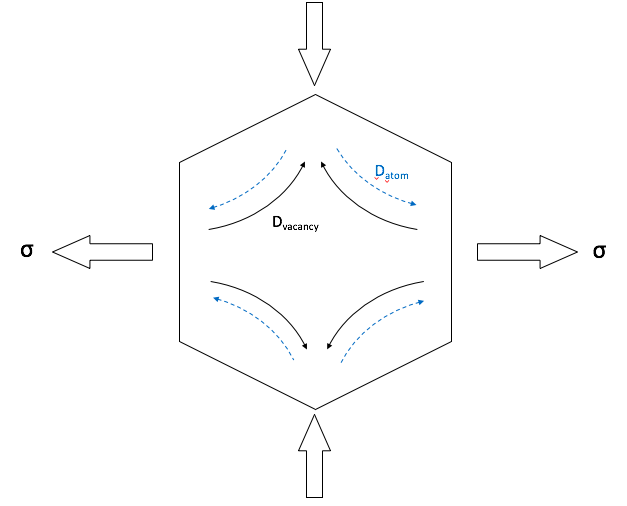
سازوکار خزش مبتنی بر نفوذ
سازوکار نابارو - هیرینگ (Nabarro - Herring creep)
جای خالی‌ها از داخل شبکه عبور می‌کنند.

#### تغییر سطح لغزش نابجایی
در محدودهٔ پایین دماهای بالا نابجایی که در حال حرکت روی سطح لغزش خود است پس رسیدن به یک نابجایی دیگر، با تغییر سطح لغزش از نابجایی دیگر عبور کرده و سپس به مسیر خود ادامه می‌دهد.

#### صعود نابجایی
درمحدودهٔ بالای دماهای بالا، نابجایی پس از رسیدن به رسوب، با ایجاد جای خالی در اطراف رسوب، از رسوب صعود کرده و با پشت سر گذاشتن رسوب به مسیر ادامه می‌دهد.

### مبتنی برنفوذ
این مکانیزم شامل حرکت جاهای خالی تحت تنش اعمالی در سرتاسر بلور است و معمولاً در سطوح تنشی پایین رخ می‌دهد. در حالتی که جسم تحت تأثیر تنش باشد، قسمت‌هایی از جسم در حال کشیده تر شدن و قسمت‌هایی دیگر در حال فشرده شدن هستند. تنش اعمالی در یک ماده کریستالی موجب افزایش چگالی جاهای خالی در مرزدانه‌های تحت کشش می‌شود و متناظر با آن در مرزدانه‌هایی که تحت تنش فشاری قرار دارند، چگالی جاهای خالی کاهش می‌یابد. جاهای خالی از مرزهای فشاری به مرزهای کششی تغییر مکان می‌دهند که این فرایند با نفوذ کنترل می‌شود. رخ دادان حرکت جاهای خالی و یا اتم‌های بین‌نشین به وسیلهٔ نفوذ در شبکه و یا مرزهای دانه منجر به خزش چندبلوری (پلی‌کریستال) می‌شود. بسته به اینکه این نابجایی‌ها از کدام مسیر عبور کنند این سازوکار به دو نوع خزش نابارو - هرینگ (Nabarro - Herring cree) و خزش کوبل (Coble creep)تقسیم می‌شود. این دو مسیر سیلان[نفوذ در شبکه و مرزدانه] هر یک به صورت مستقل در نرخ کرنش سهیم خواهند بود و موجب افزایش خطی نرخ کرنش با تنش می‌شوند. برای این دو مسیر نفوذ رابطه تلفیقی زیر، نشان دهنده ارتباط بین نرخ کرنش کششی و تنش کششی خواهد بود:
{\displaystyle \epsilon _{gb,bulk}^{\circ }=14{\frac {\sigma \Omega }{KT}}{\frac {1}{d^{2}}}D_{v}\left\{1+{\frac {\pi \delta }{d}}{\frac {D_{b}}{D_{v}}}\right\}}
که در آن Ω حجم اتمی، d اندازه دانه، Db ضریب نفوذ در مرز، Dv ضریب نفوذ در حجم و δ سطح مقطع مؤثر یک مرز برای انجام نفوذ است.
وجود خزش نفوذی باید از ملاک‌های تجربی غیرمستقیم همچون راستی‌آزمایی معادله سرعت نابارو-هرینگ و کوبل، بررسی خط نشانه‌های مشاهده شده در نمونه‌هایی از سطح که موازی محور نیروی کششی هستند و مشاهدهٔ برخی تأثیرات ریزساختاری همچون نواحی عاری از رسوبات در شکل زیر

پیش‌بینی می‌شود که این نواحی در آلیاژهای ناهمگن-سخت شده در مجاور مرزهای دانه‌ای که عمود بر محور کشش هستند گسترش یابند.
نابارو اخیراً پیشنهاد داد که خزش نابارو-هرینگ ممکن است با سازوکارهای دیگری (مانند GBS و Harper-Dorn) نیز همراه شده باشد. Lifshitz قبلاً در سال ۱۹۶۳ به ضرورت لغزش مرزدانه‌ها برای برقراری چسبندگی و پیوستگی دانه‌ها در حین خزش نفوذی در مواد پلی کریستال اشاره کرد. مطالعات نظری جدیدتر نیز بر نقش ضروری لغزش مرزدانه‌ای جهت تداوم حالت پایای خزش نفوذی، تأکید داشته‌اند. مطالعات زیادی جهت برآورد کردن سهم جداگانهٔ خزش نفوذی و لغزش مرزدانه‌ای بر کرنش کل انجام گرفته‌است. برخی بر این باورند که هم خزش نفوذی وهم لغزش مرزدانه‌ای در کرنش کل سهیم هستند و می‌توانند تفکیک شوند. برخی نیز اعتقاد دارند که یکی از آن‌ها یک فرایند تطبیقی است. بسیاری از این مطالعات بر اساس ساده‌سازی‌هایی چون یکسان بودن اندازه همه دانه‌ها و نیز وقوع کرنش کل تنها در یک مرحله، انجام شده‌است. Sahay ادعا کرد هنگامی که پویایی خزش نفوذی (تغییر در اندازه دانه‌ها و… که در حین تغییر شکل اتفاق می‌افتد) مورد بررسی قرار می‌گیرد، سهم نفوذ و لغزش در کرنش کل، غیرقابل تفکیک است!

#### خزش نابارو - هرینگ
در صورت غالب بودن نفوذ در شبکه، تغییر شکل به خزش نابارو- هرینگ (Nabarro - Herring creep) معروف می‌گردد که در محدودهٔ بالا دماهای بالا (T~=Tm)رخ می‌دهد

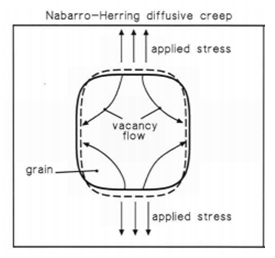
طرح شماتیک خزش نفوذی نابارو-هرینگ

همان‌گونه در شکل بالا نیز مشاهده می‌شود، جاهای خالی از مرزهای دانه‌ای که عمود بر جهت اعمال نیروی کششی هستند، به سمت مرزهای دانه‌ای که موازی با جهت اعمال نیروی کششی هستند حرکت می‌کنند شار نفوذی بین مرزهای موازی و عمود بر محور تنش متناسب با میزان تنش و ضریب نفوذ شبکه DL بوده و با فاصله نفوذ بین منبع حرکت اتم‌ها و مقصد آن‌ها نسبت عکس خواهد داشت. سرعت خزش در فرایند نابارو- هرینگ (H-N)با رابطه زیر بدست خواهد آمد:
{\displaystyle \epsilon _{N-H}^{\circ }=A_{L}({\frac {\sigma }{d^{2}}})D_{L}}
کهAL، ثابت معادله خواهد بود. وقوع خزش نابارو - هرینگ تا کنون در فلزات پلی کریستال و سرامیک‌ها گزارش شده‌است.

#### خزش کوبل
چنانچه نفوذ در مرز به عنوان مکانیزم غالب شناخته شود آنگاه خزش کوبل (Coble creep) مطرح می‌شود؛ که محدودهٔ پایین دماهای بالا(T<0.7 Tm) رخ می‌دهد.

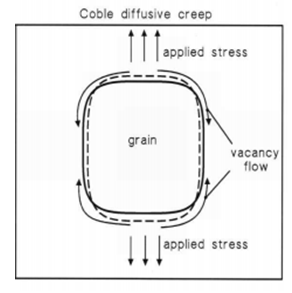
طرح شماتیک خزش نفوذی کوبل

در سال ۱۹۶۳کوبل پیشنهاد کرد که در محدودهٔ پایین دماهای بالا (T<0.7 Tm)سهم نفوذ در مرزهای دانه بیشتر از سهم نفوذ در شبکه‌های کریستالی است بنابراین این نفوذ جاهای خالی در مرزهای دانه است که خزش را کنترل می‌کند. نیروی رانش برای خزش کوبل همان نیروی محرکه در فرایند نابارو- هرینگ است. در اینجا نیز تعداد کل مسیرهای نفوذ مرزدانه با ابعاد دانه نسبت عکس دارد. در این حالت شار نفوذی، متناسب با d-1/3 بوده و نرخ خزش با رابطه زیر بیان می‌شود:
{\displaystyle \epsilon ^{\circ }=A_{G}({\frac {\sigma }{d^{3}}})D_{gb}}
کهDgb، نفوذ در طول مرزدانه وAG، ثابت معادله می‌باشند.
وقوع خزش کوبل تا کنون در [Fe [257], MgO [258,259], βCo [242], αFe [240] Ni [255] ,Mg [251], Cu [254 و.. گزارش شده‌است.

##### مقایسه خزش نابارو - هرینگ و خزش کوبل
نسبت نفوذ شبکه به نفوذ مرزدانه با دما افزایش می‌یابد، زیرا انرژی فعالسازی برای نفوذ مرزدانه همیشه کمتر از نفوذ شبکه است. بنابراین همان‌طور که پیش تر نیز بیان شد ، خزش کوبل در دماهای پایین‌تر اهمیت بیشتری پیدا می‌کند درحالیکه خزش نابارو- هرینگ در دماهای بالا مطرح می‌گردد. در هر دو این مکانیزم‌ها بخصوص در فرایند نابارو- هرینگ سطوح تنش اعمالی پایین بوده ( σ/G<10−3 )و از این لحاظ این پدیده در کاربردهای مهندسی کمتر مطرح می‌باشد نکته دیگر آنکه در محدودهای از تنش و دما که احتمالاً این نوع فرایند خزشی وجود دارد ، هرچه ابعاد دانه کوچکتر باشد، از مقاومت در برابر تغییر شکل کاسته خواهد شد

### مبتنی بر لغزش مرزهای دانه
در دماهای پایین مرزهای دانه مستحکم‌اند. با افزایش دما، مرزهای دانه شروع به ذوب شدن کرده و حالت نرم پیدا می‌کنند. به دلیل وجود تنش برشی اعمالی بر روی جسم و نرم شدن مرزهای دانه، مرزهای دانه در کنار هم می‌لغزند و موجب تغییر شکل در ساختار کریستالی ماده می‌گردند.